# USS Cushing (DD-985)
USS Cushing (DD-985) — 23-й эскадренный миноносец типа «Спрюэнс». Эсминец был назван в честь Вильяма Баркера Кашинга (1842—1874) и являлся пятым кораблём ВМС США, носящим это имя.

## История строительства
Корабль был заложен на судоверфи Ingalls Shipbuilding (Паскагула, штат Миссисипи) 2 февраля 1977 года, спущен 17 июня 1978 года, в составе флота с 21 сентября 1979 года, выведен из состава флота 21 сентября 2005 года.

## Служба
«Кашинг» стал последним американским кораблём, переведённым через Панамский канал с Атлантического на Тихий океан до момента передачи управления каналом от США к Панаме (1979 год).
С середины 1980-х гг. «Кашинг» базировался на ВМБ Сан-Диего и входил в состав 31-й эскадры эскадренных миноносцев. С 1998 года эсминец базировался на ВМБ Йокосука, Япония.
Эскадренный миноносец «Кашинг» стал последним эсминцем типа «Спрюэнс», выведенным из состава американского флота 21 сентября 2005 года.
Затоплен как корабль-цель в ходе учений RIMPAC 2008 в июле 2008 года севернее Кауаи, штат Гавайи.